# Rotbuche Tännichtstraße

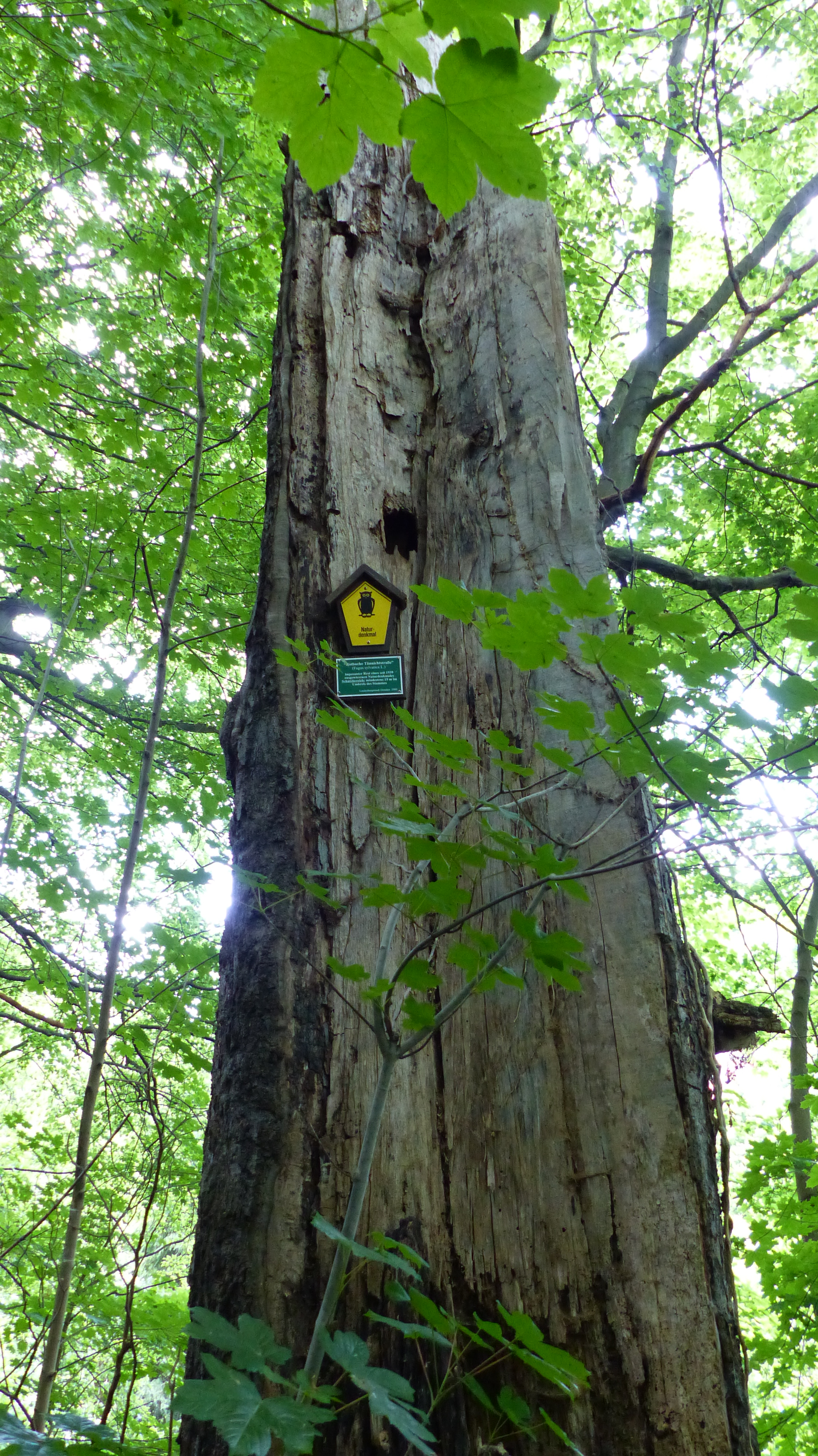
Naturdenkmal Rotbuche Tännichtstraße, Mai 2015

Die Rotbuche Tännichtstraße, auch Rotbuche an der Tännichtstraße, ist ein als Einzelbaum ausgewiesenes Naturdenkmal (ND 62) im Dresdner Stadtteil Rochwitz. Die Rotbuche (Fagus sylvatica) steht am Fuß eines Abhangs nahe der Einmündung der Tännichtstraße in die Grundstraße, im nordöstlichen Teil des Rochwitzer Tännichts, der durch diese beiden Straßen begrenzt wird.
Auf Grundlage des Reichsnaturschutzgesetzes von 1935 stellte der Regierungspräsident zu Dresden-Neustadt als untere Naturschutzbehörde des Regierungsbezirks Dresden-Bautzen am 31. Juli 1939 (Inkrafttreten am 8. August) 53 Naturdenkmale unter Schutz, darunter mit der laufenden Nummer 169 eine Eiche an der Rankestraße in Dresden-Kaditz und mit Nummer 170 diese Buche in Dresden-Rochwitz, gefolgt von zwei Bingen in Seiffen/Erzgeb. auf Nummer 171.
Der Baum hat einen Stammumfang von 4,55 Metern, war allerdings im Jahr 2000 schon nur noch „imposanter Rest“ der einstmals unter Schutz gestellten Buche. Der noch wüchsige Stammtorso misst eine Höhe von etwa fünf Metern bei einem Kronendurchmesser von etwa zehn Metern. Aufgrund der Pilzanfälligkeit von Rotbuchen, die mehrere hundert Jahre alt werden können, sind derartige Stammaus- und Kronenabbrüche an vitalen Bäumen keine Seltenheit. Ein Teil des Ausbruchs liegt unweit des Baums. Der Schutzbereich des Baums erstreckt sich auf mindestens 15 Meter im Umkreis des Stammes und schließt somit den eindrucksvollen hangseitigen Wurzelanlauf mit ein.